# Paragasponia
Paragasponia is een kevergeslacht uit de familie van de boktorren (Cerambycidae). De wetenschappelijke naam van het geslacht werd voor het eerst geldig gepubliceerd in 1981 door Breuning.

## Soorten
Paragasponia is monotypisch en omvat slechts de volgende soort:
- Paragasponia krantzi Breuning, 1981